# Jedle Delavayova
Jedle Delavayova (Abies delavayi) je jehličnatý strom z čeledi borovicovité, podčeledi jedlové a z rodu jedle, původem z Asie.

## Popis
Stálezelený, jehličnatý, pomalu rostoucí strom, dorůstající do výšky 25 m a šířky koruny 6 m. Koruna pyramidální. Borka je šedohnědá, drsná, podélně dělená. Letorosty červenohnědé, později (kolem 2. a 3. roku) tmavnou. Jehlice 1,5–3 cm dlouhé a 1,7–2,5 mm široké, tmavozelené a spirálovitě uspořádané. Šišky 6–11 cm dlouhé a 3–4 cm široké, válcovité, zprvu modré, později dozráváním černé. Semena obvejčitá, s hnědým křídlem. Doba kvetení květen, semena dozrávají v říjnu.

## Příbuznost
Mimo nominátního poddruhu (Abies delavayi subsp. delavayi) existuje ještě poddruh Abies delavayi subsp. fansipanensis, jehož domovinou je nejvyšší hora Vietnamu Fan Si Pan.
Jsou známy tři variety Abies delavayi:
1. Abies delavayi var. delavayi,
2. Abies delavayi var. motuoensis,
3. Abies delavayi var. nukiangensis.

Jedle Abies delavayi je blízce příbuzná jedli křivolisté (Abies recurvata) a jedli šupinaté (Abies squamata).

## Výskyt
Čína (provincie Jün-nan), Tibet, Indie (stát Arunáčalpradéš), Vietnam (hora Fan Si Pan).

## Ekologie
Vysokohorský strom, roste v nadmořských výškách 3000–4000 m ve vlhkém a studeném klimatu a v půdách typu horský, šedohnědý podzol, pH půdy kolem 5 – strom preferuje kyselé a vlhké půdy. Snáší stín, ale nesnáší znečištění ovzduší. Mrazuvzdorný do minus 15 °C.

## Využití člověkem
Dřevo této jedle je využíváno ve stavebnictví, populace ubývá, v západní Číně byl vyhlášen zákaz kácení,[zdroj?] ale strom není bezprostředně ohrožen. Ovšem poddruh fansipanensis této jedle je kriticky ohrožen (populace čítá 200–250 dospělých jedinců a několik semenáčů). Ohrožení není dané kácením (nepřístupný terén), ale kvůli nízkým stavům populace, její špatné regeneraci, lesním požárům způsobovaným blesky a také přehnanou turistikou. Celá populace poddruhu fansipanensis je přítomna a chráněna v národním parku ve Vietnamu.